# Vinyl (serie televisiva)
Vinyl è una serie televisiva statunitense creata da Mick Jagger, Martin Scorsese, Rich Cohen e Terence Winter per HBO.
La serie racconta l'ascesa del rock e del punk nella New York anni settanta. L'episodio pilota è stato scritto da Terence Winter e George Mastras e diretto da Martin Scorsese. La prima stagione, composta da 10 episodi, ha debuttato il 14 febbraio 2016. Il 18 febbraio 2016 HBO ha rinnovato la serie per una seconda stagione, ma a giugno dello stesso anno decide di non produrre più nuovi episodi e cancella ufficialmente la serie.

## Trama
Richie Finestra è il fondatore e presidente dell'etichetta American Century Records che è sul punto di essere ceduta. Un evento cambia la sua vita e riaccende il suo amore per la musica ma rovina la sua vita privata. Devon, moglie di Richie e madre di due figli, è un'ex attrice e modella che faceva parte della factory di Andy Warhol. La crisi personale e professionale di Richie complica ulteriormente la loro relazione suscitandole il desiderio di tornare al suo vecchio stile di vita anticonformista. Zak Yankovich è un importante dirigente dell'American Century Records, con una grande esperienza nell'industria musicale, sebbene lavori nell'ombra di Richie. La loro collaborazione si fa tesa a causa di disaccordi su come condurre l'etichetta sullo sfondo della scena musicale del 1973.

## Episodi
| Stagione       | Episodi | Prima TV USA | Prima TV Italia |
| -------------- | ------- | ------------ | --------------- |
| Prima stagione | 10      | 2016         | 2016            |

## Personaggi ed interpreti

### Personaggi principali
- Richie Finestra, interpretato da Bobby Cannavale, doppiato da Roberto Draghetti.
Produttore musicale che cerca di tenere a galla i generi musicali che stanno subendo l'ascesa del rock e del punk. Presidente dell'etichetta musicale American Century.
- Maury Gold, interpretato da Paul Ben-Victor, doppiato da Ambrogio Colombo.
Mentore di Richie e proprietario dell'etichetta discografica Rondelay Records.
- Scott Leavitt, interpretato da P. J. Byrne, doppiato da Gianluca Crisafi.
Capo degli avvocati della American Century, le sue manovre legali e la sua aspra personalità mettono in continuazione alla prova la pazienza di Richie.
- Julian "Julie" Silver, interpretato da Max Casella, doppiato da Fabrizio Vidale.
Direttore della divisione A&R dell'American Century, lotta per rimanere popolare e importante nel giovane mondo del rock and roll.
- Lester Grimes, interpretato da Ato Essandoh, doppiato da Nanni Baldini.
Ex cantante e primo cliente di Richie. È il manager dei The Nasty Bits.
- Kip Stevens, interpretato da James Jagger, doppiato da Jacopo Castagna.
Fondatore e cantante del gruppo punk The Nasty Bits.
- Skip Fontaine, interpretato da J. C. MacKenzie, doppiato da Oreste Baldini.
Delegato delle vendite della American Century, le sue esperte e a volte discutibili operazioni commerciali aumentano i profitti dell'azienda.
- Clark Morelle, interpretato da Jack Quaid, doppiato da Luca Mannocci.
Impiegato della American Century.
- Zak Yankovich, interpretato da Ray Romano, doppiato da Massimo Rossi.
Amico e collaboratore di Richie e pubblicitario della American Century.
- Ingrid, interpretata da Birgitte Hjort Sørensen, doppiata da Perla Liberatori.
Attrice danese ed amica di Devon Finestra.
- Jamie Vine, interpretata da Juno Temple, doppiata da Ludovica Bebi.
Ambiziosa assistente della American Century abile a mescolarsi tra le varie sottoculture della scena musicale newyorkese.
- Devon Finestra, interpretata da Olivia Wilde, doppiata da Laura Lenghi.
Moglie di Richie.

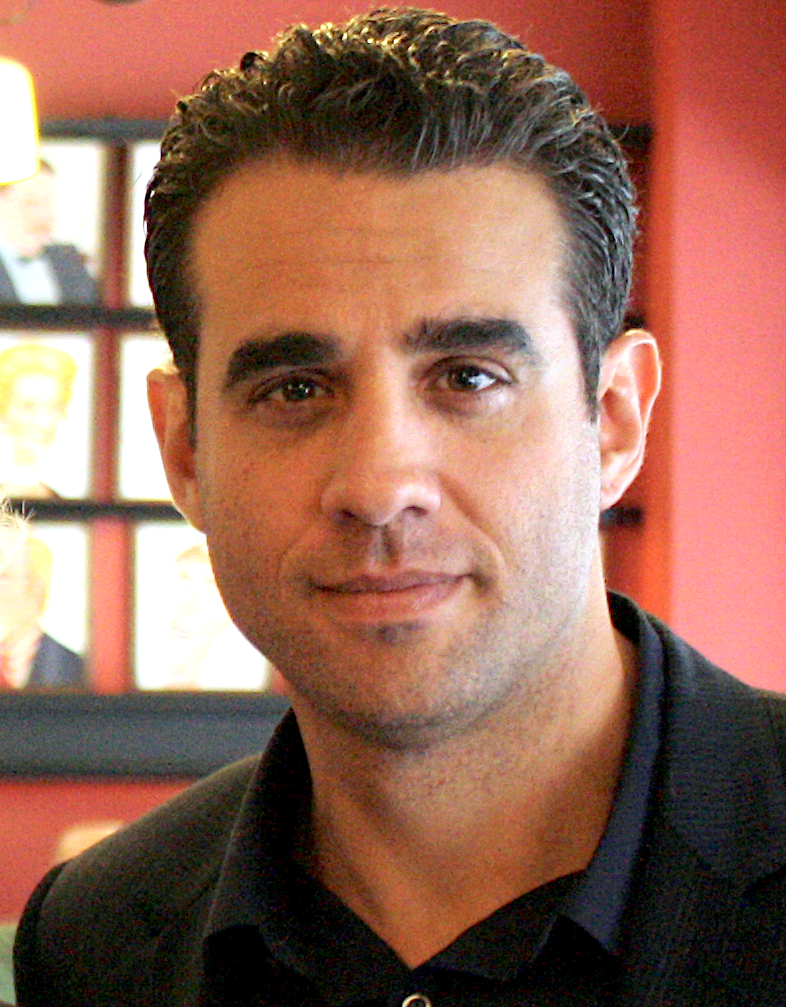
Bobby Cannavale interpreta Richie Finestra
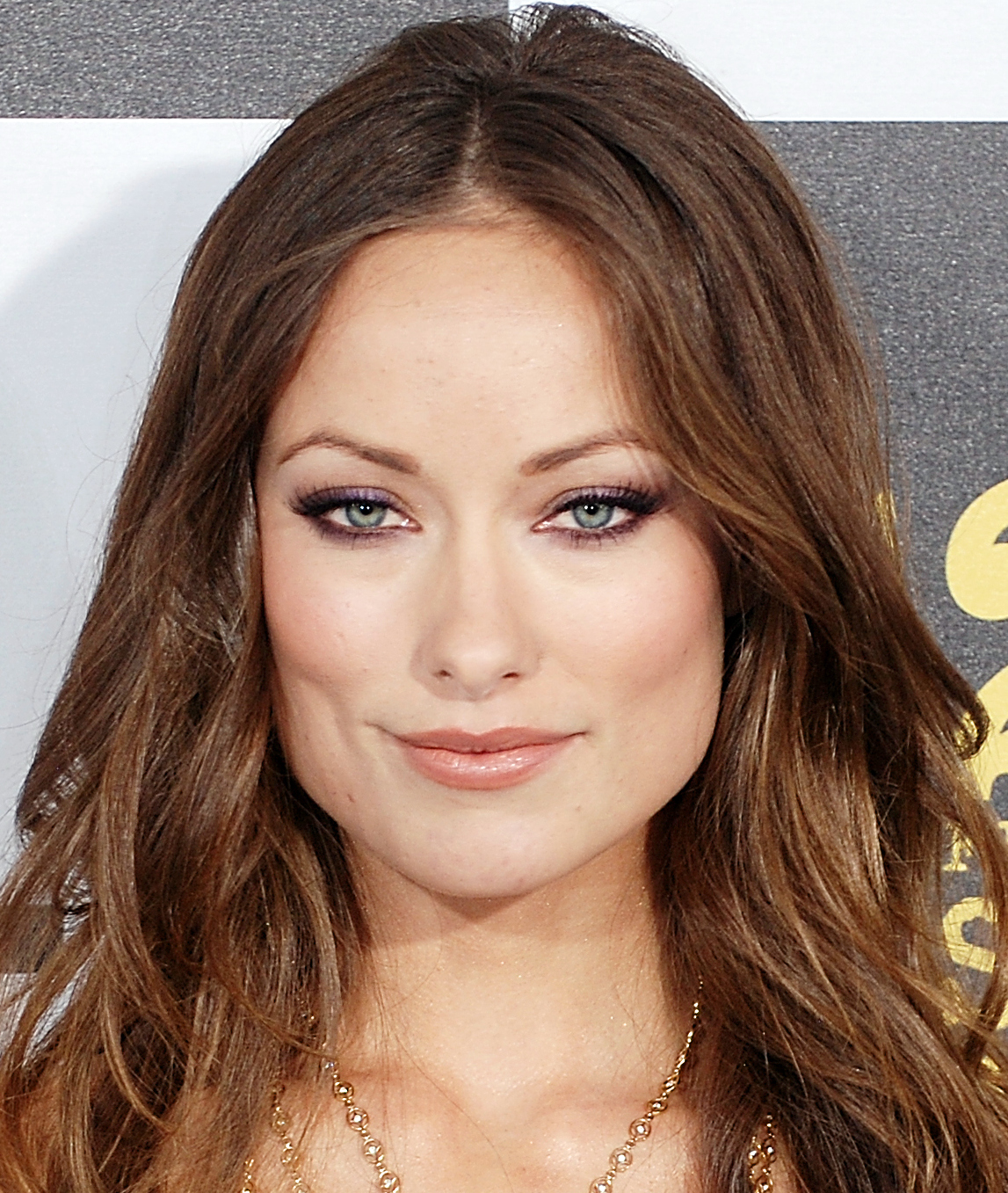
Olivia Wilde interpreta Devon Finestra
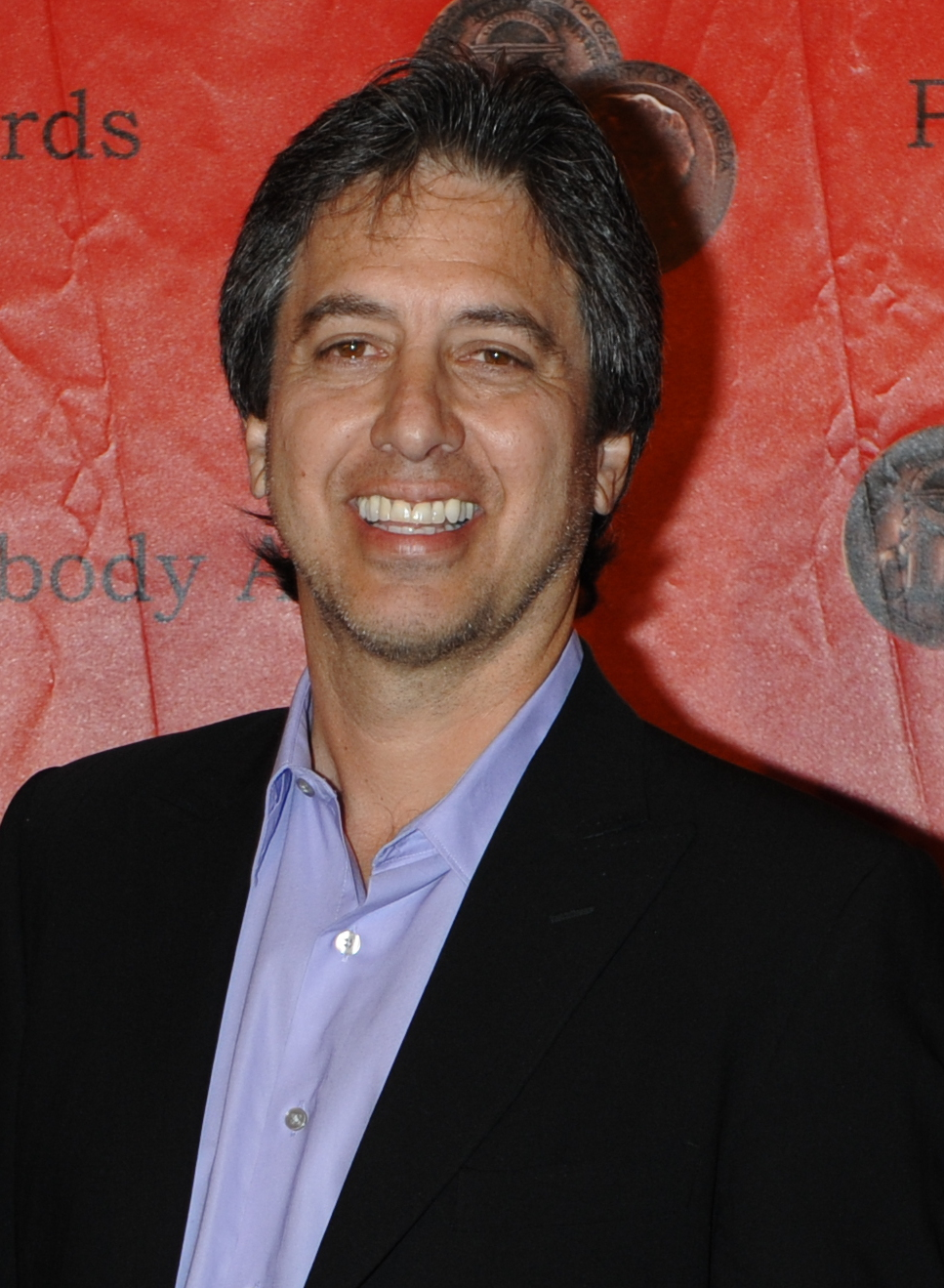
Ray Romano interpreta Zak Yankovich
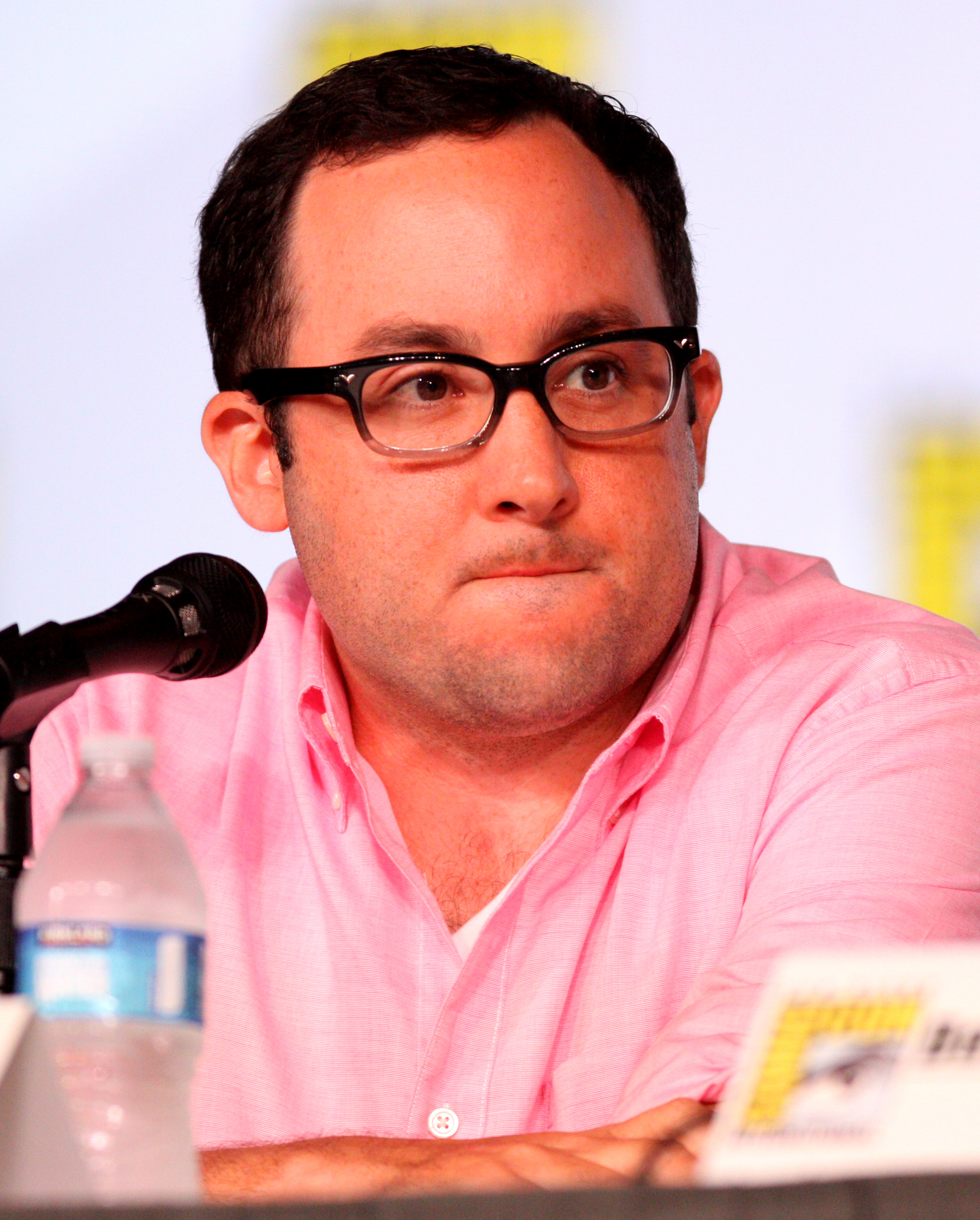
P. J. Byrne interpreta Scott Levitt
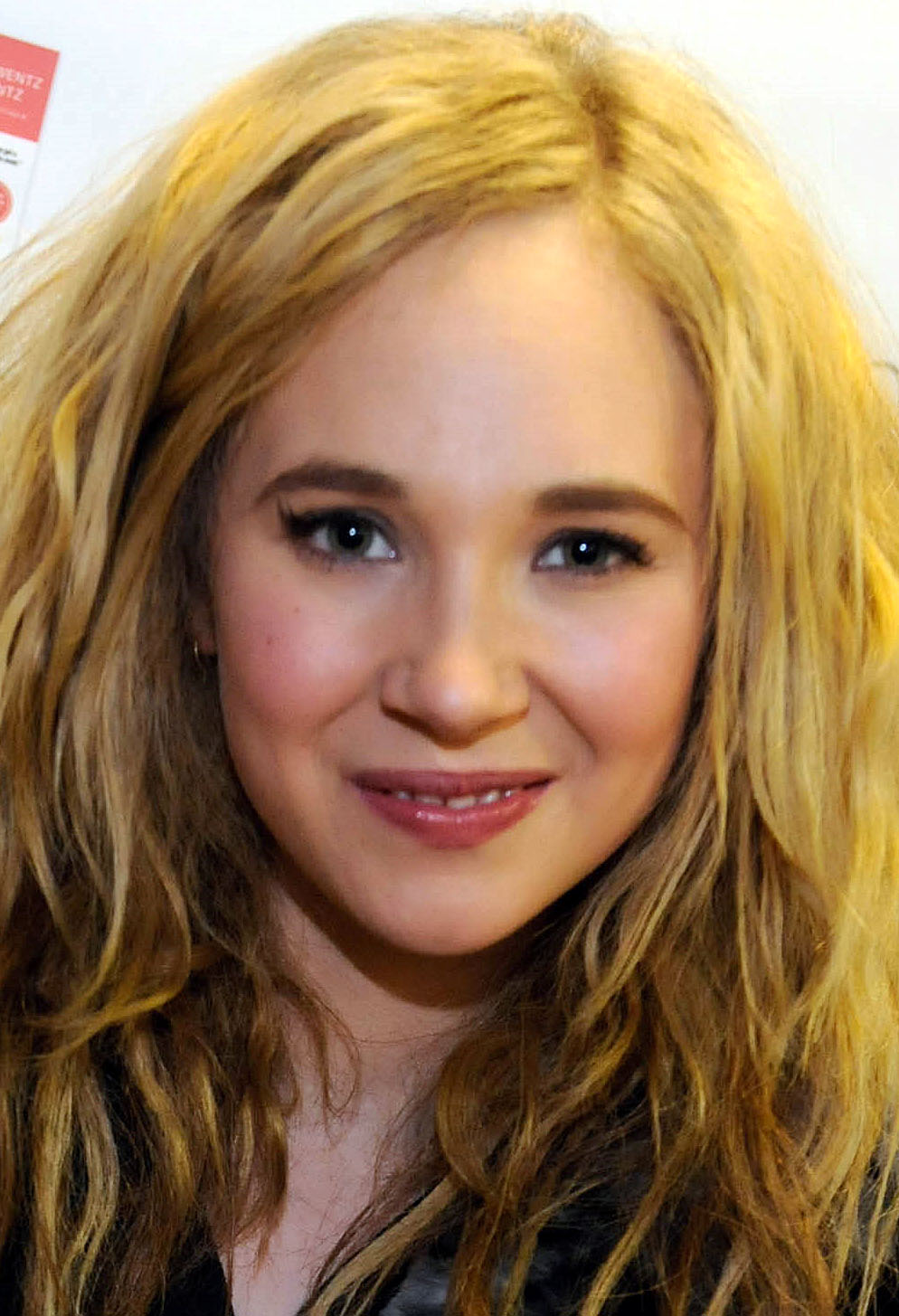
Juno Temple interpreta Jamie Vine

### Personaggi ricorrenti
- Frank 'Buck' Rogers, interpretato da Andrew Dice Clay, doppiato da Gerolamo Alchieri.
Cocainomane proprietario di una stazione radio.
- Joe Corso, interpretato da Bo Dietl, doppiato da Roberto Stocchi.
Pubblicitario indipendente con possibili legami malavitosi.
- Tony Del Greco, interpretato da Robert Funaro.
Mafioso di New York.
- Leo, interpretato da Joe Caniano, doppiato da Antonio Angrisano.
Autista e confidente di Richie.
- Andrea Zito, interpretata da Annie Parisse, doppiata da Claudia Razzi.
È un'addetta alle pubbliche relazioni.
- Cece Matthews, interpretata da Susan Heyward.
È la segretaria di Richie.
- Heather, interpretata da Emily Tremaine, doppiata da Serena Sigismondo.
 È la receptionist della American Century.
- Marvin, interpretato da Ephraim Sykes.
- Penny, interpretata da Mackenzie Meehan.
- Casper, interpretato da Griffin Newman, doppiato da Massimo Triggiani.
- Hal Underwood, interpretato da Jay Klaitz.
- Jackie Jervis, interpretato da Ken Marino, doppiato da Luigi Ferraro.
- Alex, interpretato da Val Emmich.
- Andy Warhol, interpretato da John Cameron Mitchell, doppiato da Emiliano Coltorti.
- Vince Finestra, interpretato da David Proval.
Il padre di Richie.
- Mrs. Fineman, interpretata da Lena Olin.
- Detective Whorisky, interpretato da Jason Cottle.
- Corrado Galasso, interpretato da Armen Garo.
- Detective Renk, interpretato da Michael Drayer.

## Promozione
Un primo teaser trailer della serie televisiva è stato diffuso tramite l'account instagram della HBO il 4 agosto 2015. Il full trailer invece viene diffuso il 6 agosto.

## Trasmissione internazionale
Nel Regno Unito la serie viene trasmessa da Sky Atlantic dal 16 febbraio 2016. In Italia la serie è trasmessa da Sky Atlantic in simulcast in lingua originale sottotitolata e dal 22 febbraio 2016 doppiata in italiano.